# Traffic Giant
Traffic Giant est un jeu vidéo de gestion créé en 2000 par la société autrichienne JoWooD. Il permet au joueur de créer et de gérer un réseau de transports en commun. On peut y contrôler des bus, des tramways, des métros, des trains ou des monorails.
Le jeu est en 2D isométrique, comme la majorité des jeux de gestion sortis à cette époque. Les graphismes sont plutôt détaillés pour un jeu de cette génération.
Traffic Giant a été conçu pour fonctionner sous Windows. Malgré son grand âge et le fait que le support officiel soit terminé, ce jeu conserve une fervente communauté d'utilisateurs.

## Traffic Giant Gold
Traffic Giant Gold Edition est une réédition sortie environ un an et demi après l'original. La version Gold dispose d'une nouvelle campagne de 15 missions, ayant lieu dans des villes américaines et contient un nouveau pack graphique pour les bâtiments. Pour les propriétaires de la version originale le nouveau contenu est disponible gratuitement via l'installation d'un patch.

## Jeux proches ou semblables
Ce jeu possède quelques ressemblances avec d'autres titres :
- Chris Sawyer's Locomotion
- Cities in Motion (ce dernier est, à l'instar de Traffic Giant, spécialisé dans la gestion des transports urbains de passagers, ce qui n'est pas le cas des autres jeux mentionnés)
- OpenTTD
- Simutrans
- Transport Giant
- Transport Tycoon Deluxe